# Raión de Mankivka
Mankivka (en ucraniano: Маньківський район) es un raión o distrito de Ucrania en el óblast de Cherkasy. 
Comprende una superficie de 765 km².
La capital es la ciudad de Mankivka.

## Demografía
Según estimación 2010 contaba con una población total de 29340 habitantes.

## Otros datos
El código KOATUU es 7123100000. El código postal 20100 y el prefijo telefónico +380 4748.